# Pyrrhia taurica
Pyrrhia taurica là một loài bướm đêm trong họ Noctuidae.